# Rickie Lambert
Rickie Lee Lambert (* 16. Februar 1982 in Liverpool) ist ein ehemaliger englischer Fußballspieler. Lambert galt als Spätstarter, der seinen endgültigen Durchbruch 2009 beim FC Southampton schaffte, wo er aufgrund seiner hohen Torquote schnell unverzichtbar wurde. Zwar traf er bereits in seinen früheren Vereinen auch regelmäßig (in der Football League One der Saison 2008/09 und 2009/10 wurde er mit 29 und 30 Toren sogar Torschützenkönig), spielte jedoch erst in der Saison 2012/13 mit Southampton in der Premier League. 2013 gab Lambert erstmals – mit 31 Jahren – sein Debüt für die englische Nationalmannschaft. 
Lamberts Stärken liegen in seiner Kaltschnäuzigkeit vor dem Tor und seiner robusten Spielweise, die er aufgrund seiner Statur bewusst einsetzt, des Weiteren war er bei Southampton auch als Vorlagen- und Passgeber effektiv. Lambert ist auch als guter Freistoß- und vor allem Elfmeterschütze bekannt: In seiner Zeit bei Southampton trat er 34 Strafstöße, die er alle verwandeln konnte. Aufgrund seiner Spielweise wurde er mit der Southampton-Legende Matthew Le Tissier verglichen.

## Spielerkarriere

### Verein

#### FC Blackpool und Macclesfield Town (1999–2002)
Rickie Lambert debütierte am 7. August 1999 für den Drittligisten FC Blackpool beim 2:1-Heimsieg über den FC Wrexham. Nach zwei weiteren Ligaeinsätzen stieg er mit seiner Mannschaft am Saisonende in die vierte Liga ab. Nach seiner Vertragsauflösung in Blackpool, wechselte er im März 2001 zu Macclesfield Town. In der Saison 2001/02 erspielte sich der 19-jährige Angreifer einen Stammplatz und erzielte acht Treffer in fünfunddreißig Ligaspielen, ehe er bereits vor Ende der Spielzeit den Verein verließ. 

#### Stockport County und AFC Rochdale (2002–2006)
Am 26. April 2002 wechselte Lambert für £300.000 zum bereits als Absteiger feststehenden Zweitligisten Stockport County. Nach einer schlechten ersten Saison (29 Spiele/2 Tore), erzielte Lambert 2003/04 zwölf Treffer in vierzig Ligaspielen. Nach einer sowohl für ihn als auch für den Verein enttäuschenden Spielzeit in der neu eingeführten Football League One 2004/05, stieg Stockport in die vierte Liga ab. Rickie Lambert (29 Spiele/4 Tore) hatte den Verein jedoch bereits am 17. Februar 2005 verlassen und war zum Viertligisten AFC Rochdale gewechselt. Seinen endgültigen Durchbruch erreichte der 23-jährige Stürmer in der Football League Two 2005/06 mit zweiundzwanzig Ligatoren und dem Gewinn der Torschützenkanone gemeinsam mit Karl Hawley von Carlisle United.

#### Bristol Rovers (2006–2009)
Am 31. August 2006 wechselte er für £200.000 zu den Bristol Rovers und beendete die Saison mit seiner neuen Mannschaft auf dem sechsten Tabellenplatz. In den anschließenden Play-offs setzte sich Lambert (36 Spiele/8 Tore) mit Bristol im Finale mit 3:1 gegen Shrewsbury Town durch. Nach dem Klassenerhalt in der League One 2007/08, gewann Rickie Lambert 2008/09 gemeinsam mit Simon Cox von Swindon Town (jeweils 29 Ligatreffer) den Titel des Torschützenkönigs der dritten Liga. Bristol beendete die Saison jedoch trotz seiner zahlreichen Tore lediglich als Elfter.

#### FC Southampton (2009–2014)
Zu Beginn der Saison 2009/10 wechselte Lambert zum FC Southampton. Sein neuer Verein, der bis 2004/05 27 Jahre lang ununterbrochen in der höchsten englischen Spielklasse gespielt hatte, war zuvor aus der Football League Championship 2008/09 abgestiegen und trat damit erstmals seit 1960 wieder in der dritten Liga an. Aufgrund eines Zehn-Punkte-Abzugs verpasste Southampton als Tabellensiebter den Einzug in die Play-offs. Lambert (45 Spiele/30 Tore) wurde zum zweiten Mal in Folge Torschützenkönig der dritten Liga. Im zweiten Jahr in der Football League One 2010/11 stieg der FC Southampton als Vizemeister hinter Brighton & Hove Albion in die zweite Liga auf. Lambert hatte 21 Tore zum Aufstieg beigesteuert. Auch in der zweiten Liga wurde er mit 27 Treffern Torschützenkönig und stieg im direkten Durchmarsch auch in die Premier League auf. Im nächsten Jahr schaffte sein Verein dann auf dem 14. Platz den Klassenerhalt. Lambert erzielte 15 Tore.

#### FC Liverpool (2014–2015)
Am 2. Juni 2014 wurde Lambert vom FC Liverpool verpflichtet.

#### West Bromwich Albion (2015–2016)
Zur Saison 2015/16 wechselte Lambert zu West Bromwich Albion.

### Nationalmannschaft (2013–2014)
Im Alter von 31 Jahren wurde Lambert 2013 erstmals zur englischen Nationalmannschaft eingeladen. Im Freundschaftsspiel gegen Schottland am 14. August erzielte er kurz nach seiner Einwechslung den Siegtreffer zum 3:2.